# Rima Sultana Rimu
Rima Sultana Rimu, bengalí : রিমা সুলতানা রিমু, (Ramu, c. 2002) es una activista por los derechos humanos de las mujeres y la paz bangladesí. Fue nombrada una de las 100 mujeres de la BBC en 2020.

## Trayectoria
Rimu nació en 2002 en Ramu, en la división de Chittagong de Bangladés, en el seno de una familia de campesinos.
En 2018, se unió a las Mujeres Jóvenes por el Liderazgo (YWL) dentro de la Red Global de Mujeres Constructoras de Paz (GNWP), establecida en colaboración con la organización no gubernamental local Jago Nari Unnayon Sangsta (JNUS) y apoyada por ONU Mujeres. Como parte de esta función, visitó por primera vez los campos de refugiados rohinyá en Cox's Bazar mientras participaba en la iniciativa de alfabetización y aritmética de JNUS. Posteriormente ayudó a diseñar cursos formales de capacitación en alfabetización y aritmética para impartirlos a los niños rohinyá, que vivían en el campamento de Balukhali, tras conocerse en 2019, por un reporte de ACNUR y del ejército de Blangladés, que el 50% de los niños menores de 12 años de la zona no recibían educación formal.
Además de su trabajo con refugiados, Rimu también ha abogado por la mediación y el trabajo de restauración entre los refugiados y la población local en Cox's Bazar, donde las tensiones eran altas debido a los altos niveles de pobreza en el distrito antes de la llegada de los refugiados. Las iniciativas de Rimu en materia de educación, así como la difusión de conocimientos sobre cuestiones como el matrimonio infantil, las dotes y el abuso doméstico, se llevan a cabo entre las mujeres de Cox's Bazar, independientemente de que sean ciudadanas de Bangladesh o refugiadas. También ha utilizado programas de radio y obras de teatro para crear conciencia sobre estos temas.
Rimu ha citado a la primera ministra de Bangladesh, Sheikh Hasina, entre sus inspiraciones.

## Reconocimientos
En 2020, Rimu fue nombrada una de las 100 mujeres de la BBC, y junto con Rina Akter fueron las dos mujeres bangladesí en ser reconocidas este año.